# Kurungan Nyawa I
Kurungan Nyawa I is een bestuurslaag in het regentschap Ogan Komering Ulu van de provincie Zuid-Sumatra, Indonesië. Kurungan Nyawa I telt 2426 inwoners (volkstelling 2010).